# بروميد البوتاسيوم
بروميد البوتاسيوم مركب كيميائي صيغته KBr، ويوجد في الشروط القياسية على شكل صلب بلوري أبيض.

## التحضير
يحضر المركب بعدة طرق منها التفاعل بين كربونات البوتاسيوم ومزيج من بروميد الحديد الثنائي والثلاثي Fe3Br8:
{\displaystyle {\ce {4K2CO3 + Fe3Br8 -> 8KBr + Fe3O4 + 4CO2}}}

## الخواص
يوجد بروميد البوتاسيوم في الشروط القياسية على شكل بلورات بيضاء اللون، ذات انحلالية جيدة جداً في الماء.
يتفاعل بروميد البوتاسيوم مع نترات الفضة لتحضير راسب بروميد الفضة ذي الخواص الضوئية المميزة.
{\displaystyle {\ce {KBr(aq) + AgNO3(aq) -> AgBr(s) + KNO3(aq)}}}

## الاستخدامات

### الطبية
يستخدم بروميد البوتاسيوم على نطاق واسع مضاداً للاختلاج ومهدئاً في أواخر القرن التاسع عشر وأوائل القرن العشرين، مع استخدام بدون وصفة طبية حتى عام 1975 في الولايات المتحدة. ويرجع ذلك إلى أيون بروميد (بروميد الصوديوم هو على قدم المساواة فعالة). يستخدم بروميد البوتاسيوم دواءاً بيطرياً، ومن ضمن مضادات للصرع للكلاب.

### البصرية
يعد بروميد البوتاسيوم شفافاً في نطاق عريض نسبياً من الطيف الكهرومغناطيسي، وذلك من مجال الأشعة فوق البنفسجية القريب إلى مجال الأشعة تحت الحمراء، وليس لديه أي امتصاص يذكر؛ لذلك يستخدم في تركيب نوافذ أجهزة المطيافيات المختلفة.